# The Witches (2020)
 The Witches is een Amerikaans-Mexicaanse komische duistere fantasiefilm uit 2020, geregisseerd door Robert Zemeckis en geschreven door Zemeckis, Kenya Barris en Guillermo del Toro. De film is gebaseerd op de gelijknamige roman (Nederlandse titel: De heksen) uit 1983 van Roald Dahl en is de tweede langspeelfilm van de roman, na de gelijknamige film uit 1990, geregisseerd door Nicolas Roeg. De hoofdrollen worden vertolkt door Anne Hathaway, Octavia Spencer en Stanley Tucci en wordt verteld door Chris Rock.

## Rolverdeling
| Acteur                    | Personage                |
| ------------------------- | ------------------------ |
| Anne Hathaway             | Opperheks                |
| Octavia Spencer           | Oma                      |
| Stanley Tucci             | Mr. Stringer             |
| Chris Rock                | Oudere heldenmuis (stem) |
| Jahzir Bruno              | Heldhaftige jongen       |
| Brian Bovell              | Reginald                 |
| Joseph Zinyemba           | Basketbaljongen          |
| Josette Simon             | Zelda                    |
| Jonathan Livingstone      | Raymond                  |
| Miranda Sarfo Peprah      | jonge oma                |
| Ashanti Prince-Asafo      | Alice Blue               |
| Lunga Skosana             | Overgrootmoeder          |
| Vivienne Acheampong       | Alice's moeder           |
| Sobowale Antonio Bamgbose | Alice's vader            |
| Ken Nwosu                 | Portier                  |
| Arnaud Adrian             | Conciërge                |
| Charles Edwards           | Mr. Jenkins              |
| Morgana Robinson          | Mrs. Jenkins             |
| Codie-Lei Eastick         | Bruno Jenkins            |
| Orla O'Rourke             | Saoirse                  |
| Eurydice El-Etr           | Samantha                 |
| Ana-Maria Maskell         | Esmerelda                |
| Eugenia Caruso            | Consuella                |
| Kristin Chenoweth         | Daisy (stem)             |

## Release
De film zou op 16 oktober 2020 uitkomen. Op 25 oktober 2019 heeft Warner Bros. de release van de film met een week opgeschoven. Op 12 juni 2020 kondigde Warner Bros. echter aan dat ze de film van het schema voor 2020 hadden gehaald vanwege de COVID-19-pandemie.
De film werd op 22 oktober 2020 digitaal uitgebracht in de Verenigde Staten via HBO Max. In november meldde Variety dat de film tot dan toe de negende meest bekeken rechtstreeks naar streaming-titel van 2020 was.
In sommige landen die geen toegang hebben tot HBO Max, werd de film een week later in de bioscoop uitgebracht sinds de digitale release.

## Ontvangst
Op Rotten Tomatoes heeft The Witches een waarde van 49% en een gemiddelde score van 5,50/10, gebaseerd op 183 recensies. Op Metacritic heeft de film een gemiddelde score van 47/100, gebaseerd op 31 recensies.

## Prijzen en nominaties
De belangrijkste:
| Jaar | Prijs                        | Categorie                                             | Genomineerde(n)                                                                     | Uitslag     |
| ---- | ---------------------------- | ----------------------------------------------------- | ----------------------------------------------------------------------------------- | ----------- |
| 2021 | Golden Raspberry Award       | Slechtste actrice                                     | Anne Hathaway (ook voor The Last Thing He Wanted)                                   | Genomineerd |
| 2021 | Kids' Choice Award           | Favorite Movie Actress                                | Anne Hathaway                                                                       | Genomineerd |
| 2021 | Saturn Award                 | Beste fantasyfilm                                     | Beste fantasyfilm                                                                   | Genomineerd |
| 2021 | Visual Effects Society Award | Outstanding Visual Effects in a Photoreal Feature     | Kevin Baillie, Sandra Scott, Sean Konrad, Glenn Melenhorst & Mark Holt              | Genomineerd |
| 2021 | Visual Effects Society Award | Outstanding Animated Character in a Photoreal Feature | Jye Skinn, Sarah Fuller, Marco Iannaccone & Fredrik Sundqvist (voor "Daisy")        | Genomineerd |
| 2021 | Visual Effects Society Award | Outstanding Model in a Photoreal or Animated Project  | Jared Michael, Peter Dominik, Sylvain Lesaint & Emily Tilson (voor "Rollercoaster") | Genomineerd |